# Jafar Hassan
Jafar Hassan (in arabo جعفر حسان‎?; 1968) è un politico giordano, primo ministro della Giordania dal 2024.

## Biografia

### Istruzione
Nato nel 1968 da Abdul Fattah Hassan Al-Danadneh (1921-1990), si diplomò nel 1985 alla Bishop's School di Amman.
Nel 1988 si laureò in relazioni e affari internazionali all'Università americana di Parigi e l'anno seguente ottenne un master's degree presso l'Università di Boston.
Nel 2000 conseguì un diploma di studi superiori e un PhD in scienze politiche ed economia internazionale al Geneva Graduate Institute; in seguito frequentò l'Harvard Business School (2003-2004) e l'Harvard Kennedy School (2005-2006).

### Carriera
Entrò a far parte del servizio estero nazionale nel 1991. Fu assegnato alla missione giordana presso le Nazioni Unite a Ginevra dal 1995 al 1999 e ricoprì il ruolo di incaricato d'affari e di vice capo missione a Washington dal 2001 al 2006.
Dal 1993 al 1995 e dal 1999 al 2001 lavorò presso la corte reale giordana; si ritirò dal servizio diplomatico quando fu nominato direttore del Dipartimento affari internazionali della corte, incarico ricoperto dal 2006 al 2009. Da allora fu per quattro anni ministro della pianificazione e della cooperazione internazionale.
Nel 2014 divenne il direttore dell'Ufficio del re e nel 2018 entrò in carica come vice primo ministro per gli affari economici, ricevendo il compito di contrastare il debito pubblico. Nel 2021 fu rinominato direttore dell'Ufficio del re.

### Primo ministro della Giordania

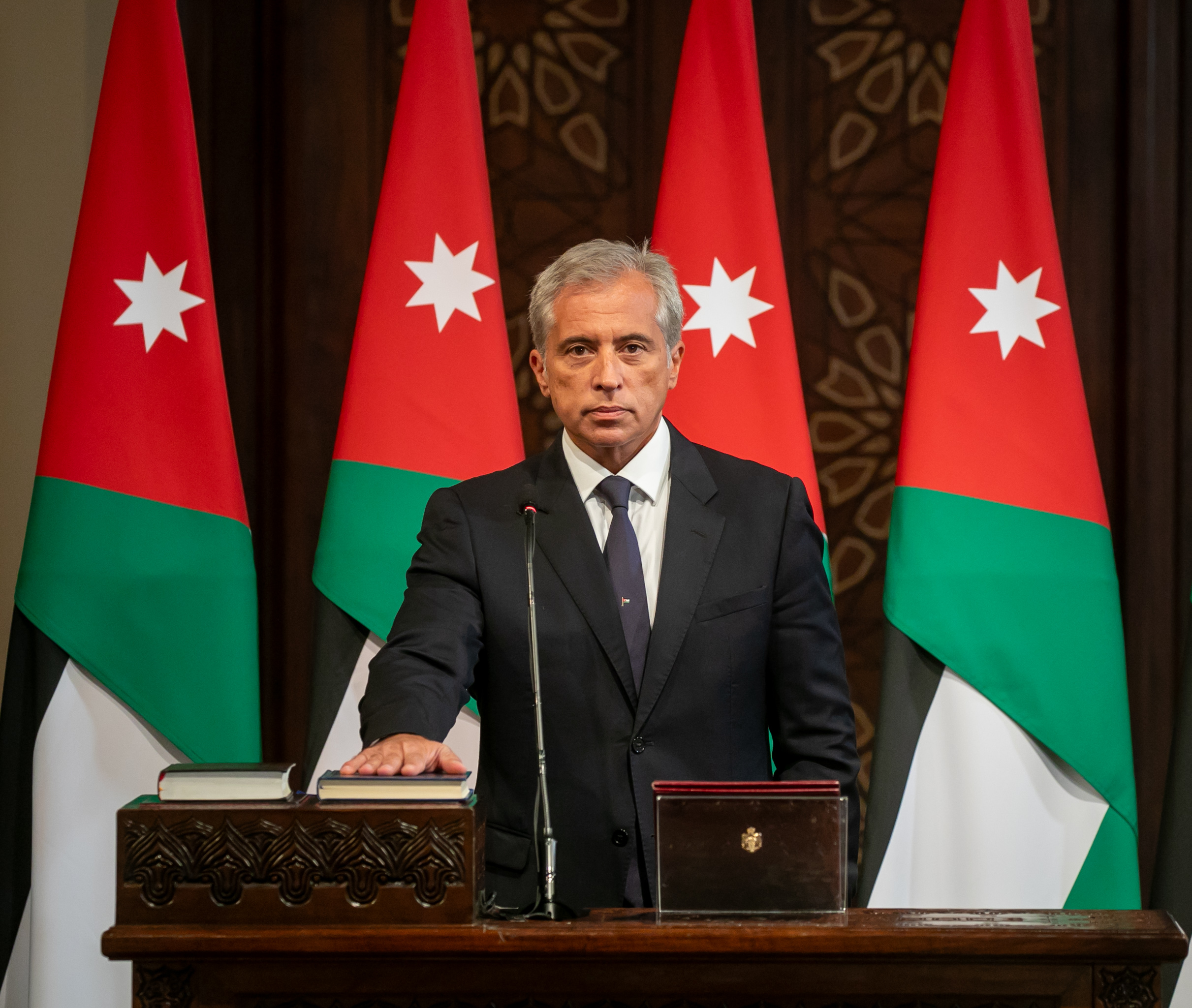

Il 15 settembre 2024 è stato nominato primo ministro da Abd Allah II, ed è stato esortato dal re a impegnare il governo nel sostegno al popolo palestinese e a lavorare contro le violazioni dei principi umanitari. La sua nomina è giunta dopo che il Fronte d'Azione Islamico, l'ala politica giordana dell'organizzazione dei Fratelli Musulmani, è diventato il partito politico con la maggioranza dei seggi nella camera bassa del Parlamento.

## Vita privata
È sposato e ha tre figli.